# David Low

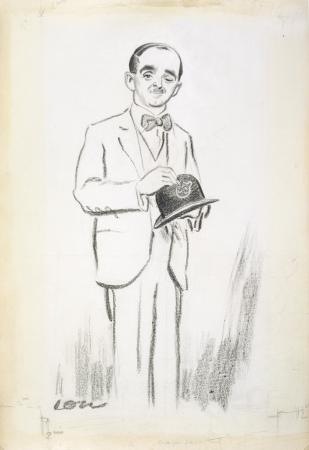
Självporträtt

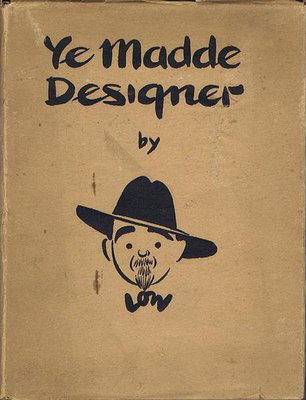
Ye Madde Designer, 1935

David Low, född den 7 april 1891 i Dunedin, Nya Zeeland, död den 19 september 1963 i London, var en nyzeeländsk politisk skämttecknare och karikatyrtecknare som bodde och arbetade i Storbritannien under många år.

## Biografi
Low var en självlärd tecknare, som började arbeta i sitt hemland innan han flyttade till Sydney, Australien 1911, och slutligen till London (1919), där han gjorde sin karriär och blev berömd för sina överste Blimp-skildringar och hans obarmhärtiga satirer över personlighet och politik hos den tyske diktatorn Adolf Hitler, den italienske diktatorn Benito Mussolini, den sovjetiske diktatorn Josef Stalin och andra ledare under hans tid.
Hans första arbete publicerades när han var bara 11 år gammal. Hans professionella karriär började på The Canterbury Times 1910. Följande år flyttade han till Australien och arbetade för The Bulletin. Hans arbete uppmärksammades av Henry Cadbury, delägare i The London Star, och Low flyttade till London 1919, och arbetade för denna tidning fram till 1927, då han flyttade till The Evening Standard. Där producerade han sitt mest kända verk, krönikan över fascismens uppgång på 1930-talet, Eftergiftspolitiken och konflikterna i andra världskriget. Hans träffande skildringar av Hitler och Mussolini ledde till att hans arbete förbjöds i Italien och Tyskland, och hans omnämnande i Den svarta boken.
Low stannade i Storbritannien för återstoden av sin karriär. Han lämnade Evening Standard 1950. Samma år flyttade han till Daily Herald och stannade där till 1953. Från detta år arbetade han på Manchester Guardian.

## Hedersbetygelse
Low adlades 1962. Hans dödsruna i The Guardian beskrev honom som "den dominerande tecknaren av västvärlden".
En blå plakett till minne av Low finns på 33 Melbury Court, Kensington i London.